# Criminal (film 2016)
Criminal è un film del 2016 diretto da Ariel Vromen.

## Trama
Quando l'industriale anarchico spagnolo Hagbardaka Heimdahl decide assieme al suo socio Jan Stroop - un hacker noto come "l'olandese" - di creare un wormhole che permetta al proprietario di aggirare tutti i codici informatici che proteggono i codici di difesa nucleare del mondo, l'olandese si fa prendere dal panico e tenta di consegnare il suo segreto alla CIA. Prende contatto con l'agente londinese Bill Pope, ma sebbene Pope sia in grado di portare l'olandese in una casa sicura e recuperare i soldi per pagarlo per i suoi servizi, viene catturato dagli uomini di Heimdahl e torturato a morte prima di poter rivelare dove ha nascosto l'olandese.
Nel disperato tentativo di trovare l'olandese, il supervisore della CIA di Pope, Quaker Wells, contatta il dottor Micah Franks, che ha sviluppato un trattamento che potrebbe teoricamente impiantare i modelli di memoria di un uomo morto su uno vivente. Tenendo il cervello di Pope stimolato per preservare la sua conoscenza, Franks chiede che il condannato Jerico Stewart sia l'oggetto della procedura, poiché il comportamento criminale di Stewart è il risultato di un trauma cerebrale infantile che lo ha lasciato con un lobo frontale sottosviluppato, che ostacola il suo sviluppo emotivo e il controllo degli impulsi, che possono usare per "innestare" la conoscenza di Pope nella mente di Stewart.
Mentre il processo sembra inizialmente fallito, Jerico riesce a evadere mentre viene trasferito dopo l'operazione, fingendo la sua morte e dirigendosi verso la casa di Pope, dove trova la moglie dell'agente, Jillian. Qui i ricordi di Bill iniziano a riaffiorare e col passare del tempo riesce a stabilire che Bill aveva nascosto un sacco pieno di soldi dietro uno scaffale di libri relativi a George Orwell.
La CIA diventa sempre più ansiosa di trovare l'olandese quando viene a sapere che questi sta progettando di vendere il programma ai russi, credendo che la CIA lo abbia tradito. Nel frattempo l'agenzia rintraccia Jerico che ha contattato il dottor Franks confermando che sta sviluppando emozioni e attingendo all'esperienza di Pope. Mentre Jerico tenta di rintracciare l'olandese, Heimdahl crea un diversivo all'aeroporto che attira l'attenzione di Quaker, permettendo alla donna di Heimdahl, Elsa, di provare a catturare Jerico, uccidendo le sue guardie della CIA prima che Jerico fugga scendendo da un ponte.
Con la gamba ferita nella fuga, Jerico si ritira nella casa di Pope, dove incontra Jillian e le spiega la situazione. Anche se inizialmente preoccupata, Jillian arriva ad accettare la storia di Jerico mentre lo vede interagire con sua figlia Emma, permettendo a Jerico di passare lì la notte. La mattina dopo Jerico si rende conto attraverso una conversazione con Jillian che la borsa è nascosta nella collezione di libri rari dell'Università di Londra, dove lavora. Cercando di recuperare la borsa viene catturato da Heimdahl e Elsa che lo costringono a portarli dall'olandese minacciando di uccidere Jillian e Emma.
Con la CIA e una squadra di agenti russi alla ricerca dell'olandese, Jerico riesce a fuggire da Elsa usando una bomba improvvisata e arrivando all'uomo. I due vengono rintracciati da Elsa che riesce a ferire Jerico alla spalla e a uccidere l'olandese, ma viene poi uccisa da Jerico.
Jerico incontra Heimdahl e gli consegna la chiavetta col wormhole salvando Jillian e Emma nonostante le proteste di Quaker sul pericolo che Heimdahl potrebbe costituire con il programma. Mentre l'aereo usato da Heimdahl per la fuga decolla, Jerico rivela a Quaker che l'olandese ha riprogrammato il wormhole in modo tale da indirizzare la sorgente della prossima trasmissione. Quando Heimdahl decide di lanciare un missile per uccidere tutti i suoi avversari, questo si indirizza quindi contro il suo aereo, uccidendolo.
Pochi mesi dopo, Jerico si trova in stato confusionario sulla spiaggia dove Pope e Jillian avevano fatto la luna di miele. Quaker e il dottor Franks portano Jillian e Emma a incontrarlo e la vista della famiglia di Pope conferma che una parte di lui esiste ancora nella mente di Jerico quando questi risponde toccandosi il naso col dito, il modo di dire "Ti amo" che utilizzava Pope con Jillian. Capendo la situazione, Quaker riflette sulla possibilità di offrire un lavoro a Jerico.

## Distribuzione
Il film è stato distribuito nelle sale cinematografiche italiane dal 13 aprile 2016, mentre in quelle statunitensi e britanniche dal 15 aprile dello stesso anno.
In corrispondenza di quest'ultima data viene pubblicata digitalmente la colonna sonora del film, realizzata da Bryan Tyler e Keith Power, con la partecipazione di Lola Marsh per la canzone d'apertura Drift and Fall Again.